# Erik Schmedes
Erik Schmedes (Gentofte, Dinamarca, 27 d'agost de 1868 - Viena, Àustria, 21 de març de 1931) fou un tenor danès.
Schmedes començà la seva carrera com a baríton. Nascut en una família danesa de músics, estudià a Berlín (alumne de Rothmühl) i París (alumne de Padilla). Va fer el seu debut a Wiesbaden el 1891 i va romandre allí fins al 1894. Com a tenor líric o lleuger actuà alguns anys en els teatres alemanys; però en incorporar-se el 1898 a l'Òpera Imperial de Viena, va anar evolucionant vers el gènere dramàtic, i va arribar a ser un dels més celebrats intèrprets de Wagner. Contractat el 1899 per al teatre de Bayreuth va romandre en el seu quadre artístic diverses temporades consecutives.
Quan es retirà es dedicà a l'ensenyament del cant i tingué entre els seus alumnes la soprano txeca-austríaca Maria Müller. Era germà del compositor Hakon Schmedes (1877-1938).